# Bernard Bocian
Bernard Bocian (ur. 26 stycznia 1974 w Poznaniu) – polski kolarz szosowy, specjalizujący się w jeździe indywidualnej na czas, mistrz Polski w tej konkurencji (1994, 1995) oraz w wyścigu drużynowym na 100 km (1995) i jeździe parami (1998), reprezentant Polski.

## Kariera sportowa

### Mistrzostwa świata
Jego pierwszym większym sukcesem było wicemistrzostwo świata juniorów w wyścigu drużynowym na 70 km w 1992 (razem z Piotrem Przydziałem, Marcinem Gębką i Pawłem Niedźwieckim). Reprezentował Polskę na mistrzostwach świata w 1994, zajmując siódme miejsce w wyścigu drużynowym na 100 km i 34. miejsce w jeździe indywidualnej na czas.

### Mistrzostwa  Polski
Był mistrzem Polski w jeździe indywidualnej na czas w 1994 i 195, wicemistrzem w tej konkurencji w 1998 oraz trzykrotnym brązowym medalistą w latach 1996, 1999 i 2000. Ponadto wywalczył mistrzostwo Polski w wyścigu drużynowym na 100 km w 1995 oraz wicemistrzostwo w tej konkurencji w 1994 (w obu startach w barwach Lecha Poznań), a także mistrzostwo Polski w jeździe parami w 1998 (z Wojciechem Pawlakiem) i wicemistrzostwo Polski w jeździe parami w 1995 (z Robertem Radoszem).

### Inne wyścigi
Dwukrotnie startował w Wyścigu Pokoju (1994 – 47 m., 1998 - nie ukończył)

### Zespoły
Do 1995 był zawodnikiem Lecha Poznań, w latach 1996–1997 ścigał się w barwach grupy Mróz, w 1998 w zespole Sprandi Wulkan Częstochowa, w 1999 w Lukullus Banaszek Sport, w 2000 w Servisco. Jego karierę przerwała dyskwalifikacja za doping jesienią 2000.